# Heinrich von Sybel (Politiker)

Heinrich von Sybel

Heinrich Ernst von Sybel (* 28. März 1885 in Gummersbach; † 22. März 1969 in Schweinfurt) war ein deutscher Rittergutsbesitzer (Haus Isenburg bei Köln) und Politiker (CNBL, NSDAP).

## Leben
Seine Eltern waren der Landrat Fritz von Sybel (1844–1927) und dessen Ehefrau Bertha Rolffs (1856–1943).
Heinrich von Sybel besuchte die Volksschule. Ostern 1903 legte er das Abitur am Prinz-Heinrich-Gymnasium in Schöneberg ab. Anschließend wurde er Fahnenjunker im Magdeburgischen Husaren-Regiment Nr. 10 in Stendal. In der Folge besuchte er die Kriegsakademie in Berlin.
Am Ersten Weltkrieg nahm Sybel sowohl an der Front als auch im Generalstab der 76. Reserve-Division teil. Nach Kriegsende leitete er 1919 die deutsche Militärmission bei der amerikanischen Besatzungsbehörde in Koblenz. 1920 als Major aus dem aktiven Dienst verabschiedet, studierte er Volkswirtschaft in Hannover und Berlin. Anschließend bewirtschaftete er sein Gut bei Köln.
Seit dem Mai 1922 war Sybel im Reichslandbund als Leiter der steuerpolitischen Abteilung tätig. 1926 wurde er wirtschaftspolitischer Direktor des Bundes. Ende 1926 wurde Sybel Mitglied des Vorläufigen Reichswirtschaftsrates, dem er bis zu seiner Auflösung angehörte.
Politisch engagierte Sybel sich zunächst in der Christlich-Nationalen Bauern- und Landvolkpartei (CNBL). Im Mai 1928 zog Sybel auf Reichswahlvorschlag seiner Partei in den Reichstag ein. Bei der Wahl vom September 1930 trat er erfolgreich für das Deutsche Landvolk (CNBL) zur Wahl an. Im Dezember 1931 wechselte von Sybel als Hospitant zur Reichstagsfraktion der Nationalsozialistischen Deutschen Arbeiterpartei (NSDAP). Für die NSDAP, in die er am 1. Oktober 1932 eintrat, gehörte von Sybel dem deutschen Parlament durchgehend von 1932 bis 1945 an. Von der Reichstagswahl im Juli 1932 bis zur Reichstagswahl 1938 vertrat er im Parlament den Wahlkreis 1 (Ostpreußen). Von April 1938 bis Mai 1945 vertrat er den Wahlkreis 13 (Schleswig-Holstein). Nach der Verabschiedung des Ermächtigungsgesetzes im März 1933, das unter anderem auch mit Sybels Stimme verabschiedet wurde, beschränkte Sybels Rolle im Parlament sich auf die eines Statisten und Akklamateurs.
Seit 1929 trat Sybel durch sein öffentliches Auftreten gegen den Young-Plan hervor. Ende 1932 bzw. Anfang 1933 kämpfte Sybel gegen das Kabinett Schleicher. Hinzu kamen diverse Aufsätze zu wirtschaftspolitischen Fragen, insbesondere zur Landwirtschaft.
Als Direktor des Reichslandbundes wurde Sybel im Juni 1934 in Ruhestand versetzt. Am 4. Februar 1939 wurde er wegen angeblicher regimefeindlicher Äußerungen von der Gestapo verhaftet; am 11. März 1939 jedoch aus dem Gefängnis Moabit entlassen. Ein gegen Sybel wegen eines Vergehens gegen das Heimtückegesetz eingeleitetes Verfahren wurde Ende März 1939 eingestellt. Nach den Tagebuchaufzeichnungen Ulrich von Hassells erfolgte Sybels Verhaftung „auf Denunziation eines persönlichen Feindes wegen regimefeindlicher Äußerungen“; nach der Haftentlassung habe Sybel „so wie ein vom Urlaub Zurückgekehrter nun wieder fröhlich mit dem preußischen Finanzminister“ Johannes Popitz gefrühstückt.
Bei Beginn des Zweiten Weltkrieges wurde Sybel am 1. September 1939 als Oberstleutnant zur Wehrmacht einberufen und war in der Folgezeit bei einer Rüstungsinspektion sowie in Generalstabsstellungen tätig.
Nach der Befreiung wurde Sybel im Mai 1948 in der Entnazifizierung von der Spruchkammer Bad Kissingen als „entlastet“ eingestuft. Nach einer zunächst gegenteiligen Entscheidung wurde ihm im Mai 1951 vom Bayerischen Landesentschädigungsamt eine Haftentschädigung zugesprochen. Sybel zog 1946 von Bayreuth nach Bad Kissingen, wo er bis zu seinem Tode lebte.